# Guvernul Nicolae Kretzulescu (București)
Guvernul Nicolae Kretzulescu (București) - alternativ Crețulescu - a fost un consiliu de miniștri care a guvernat Principatul Munteniei în perioada 6 septembrie - 11 octombrie 1859.

## Componență
- Președintele Consiliului de Miniștri

Nicolae Kretzulescu - Crețulescu - (6 septembrie - 11 octombrie 1859)
- Ministrul de interne

Nicolae Kretzulescu - Crețulescu - (6 septembrie - 11 octombrie 1859)
- Ministrul de externe

ad-interim ::Nicolae Kretzulescu - Crețulescu - (6 septembrie - 10 octombrie 1859)
Vasile Alecsandri (10 - 11 octombrie 1859)
- Ministrul finanțelor

Constantin Steriade (6 septembrie - 11 octombrie 1859)
- Ministrul justiției

Ioan C. Cantacuzino (6 septembrie - 6 octombrie 1859)
ad-int. Gheorghe Crețeanu (6 - 11 octombrie 1859)
- Ministrul cultelor

ad-interim Ioan C. Cantacuzino (6 septembrie - 5 octombrie 1859)
ad-interim Grigore Alexandrescu (5 - 11 octombrie 1859)
- Ministrul de război

ad-interim Colonel Ion Cornescu (6 septembrie - 11 octombrie 1859)
- Ministrul controlului (Ministerul avea atribuțiile Curții de Conturi)

Grigore Filipescu (6 septembrie - 11 octombrie 1859)

## A se vedea și
- Guvernul Nicolae Kretzulescu (București), Principatul Munteniei în perioada 27 martie - 6 septembrie 1859
- Guvernul Nicolae Kretzulescu (1), România în perioada 24 iunie 1862 - 11 octombrie 1863
- Guvernul Nicolae Kretzulescu (2), , România în perioada 14 iunie 1865 - 11 februarie 1866
- Guvernul Constantin Al. Crețulescu (București), Principatul Munteniei în perioada 27 martie - 6 septembrie 1859
- Guvernul Constantin Al. Crețulescu, România în perioada 1 martie - 5 august 1867

## Sursă
- Stelian Neagoe - "Istoria guvernelor României de la începuturi - 1859 până în zilele noastre - 1995" (Editura Machiavelli, București, 1995)

| Precedat(ă) de: Guvernul Constantin Al. Crețulescu (București) | Guvernul Nicolae Crețulescu (București) 6 septembrie - 11 octombrie 1859 | Succedat(ă) de: Guvernul Ion Ghica (București) |